# Papa Benedict al XVI-lea
Benedict al XVI-lea, în latină Benedictus PP. XVI, născut Joseph Alois Ratzinger (n. 16 aprilie 1927, Marktl, Bavaria, Reich-ul German – d. 31 decembrie 2022, Vatican) a fost al 265-lea papă al Bisericii Catolice, ales la 19 aprilie 2005 în Conclavul din 2005 ca succesor al papei Ioan Paul al II-lea. A fost primul papă german după 482 de ani (ultimul papă germanic a fost Adrian al VI-lea, în perioada 1522-1523). 
Înaintea alegerii sale ca papă, între 1957 și 1977, Joseph Ratzinger a activat timp de douăzeci de ani ca profesor de teologie la universitățile din: München, Bonn, Münster, Tübingen și Regensburg. În anul 1977 a devenit arhiepiscop de München și a fost ridicat la rangul de cardinal de papa Paul al VI-lea. În anul 1982 a fost chemat la Roma și numit de papa Ioan Paul al II-lea în funcția de prefect al Congregației pentru Doctrina Credinței, președinte al Comisiei Pontificale Teologice Internaționale și al Comisiei Biblice Pontificale. Din 2002 până la alegerea ca papă în aprilie 2005, a fost decan al Colegiului Cardinalilor.
În data de 11 februarie 2013 a anunțat retragerea sa din funcția de papă, cu începere din data de 28 februarie 2013, ora 20.00 (CET). Noul său titlu a fost acela de „papă emerit”.

## Biografie
Între anii 1946 și 1951 a studiat Teologia și Filosofia la Universitatea din München. În 1951 a fost hirotonit preot, împreună cu fratele său mai mare, Georg Ratzinger.
A devenit doctor în teologie în anul 1953, cu o teză intitulată Poporul și casa lui Dumnezeu în învățătura lui Augustin despre Biserică, publicată un an mai târziu. La îndemnul profesorului său coordonator, Gottlieb Söhngen, a decis ca în continuarea acestei prime cercetări în domeniul teologiei patristice să se aplece și asupra gândirii teologice medievale. Mult mai atras de tradiția augustiniană decât de cea tomistă, Ratzinger alege să se dedice celui mai mare reprezentant al augustinismului medieval, sfântul Bonaventura. Dacă lucrarea sa de doctorat acoperea o temă de ecleziologie, în cadrul lucrării de abilitare a cercetat cealaltă mare temă a teologiei fundamentale, anume conceptul de revelație. Cercetarea conceptului de revelație la Bonaventura a reliefat legătura cu mersul istoriei în fenomenul reprezentat de Francisc din Assisi și în milenarismul lui Gioacchino din Fiore. Lucrarea sa de abilitare înaintată în 1955 a fost respinsă prin obiecțiile profesorului Michael Schmaus⁠(de)[traduceți]. Noua variantă, înaintată în 1957, a fost acceptată de comisia Facultății de Teologie a Universității din München și publicată, în anul 1959, sub titlul Teologia istoriei la sfântul Bonaventura.
La vârsta de 30 de ani (1957) a primit catedra de dogmatică și teologie fundamentală la Institutul Superior de Filosofie și Teologie din Freising. Până în anul 1977 a predat și la universitățile din: Bonn, Münster, Tübingen și Regensburg.
A luat parte la Conciliul Vatican II (1962-1965) în calitate de consilier al cardinalului Josef Frings, arhiepiscopul de Köln. A făcut parte din comisia de redactare a constituției Dei Verbum, despre revelația divină.
În martie 1977 a fost numit de papa Paul al VI-lea arhiepiscop al Arhidiecezei de München și Freising, iar două luni mai târziu a fost ridicat la rangul de cardinal. La 25 noiembrie 1981 papa Ioan Paul al II-lea l-a numit prefect al „Congregației pentru Doctrina Credinței”, în anul 2002 devine decan al „Colegiului Cardinalilor” și episcop de Ostia. Din 1986 până în 1992 cardinalul Ratzinger a fost președintele comisiei de redactare a Catehismului Bisericii Catolice.
Cardinalul Ratzinger a condus oficierea slujbei religioase cu ocazia funeraliilor papei Ioan Paul al II-lea la 8 aprilie 2005. În după-amiaza zilei de 19 aprilie 2005 a fost ales papă, luând numele de Benedict al XVI-lea, ca omagiu pentru sfântul Benedict de Nursia, întemeietorul ordinului benedictinilor, și pentru papa Benedict al XV-lea (1914-1922), denumit și „papa păcii”.
La vârsta de 78 de ani, a fost cel mai în vârstă papă ales de la papa Clement al XII-lea în 1730.
Papa Benedict al XVI-lea a fost al optulea papă german; primul a fost papa Grigore al V-lea (996-999). Ultimul papă cu numele de Benedict, Benedict al XV-lea a servit ca pontif din 1914 până în 1922, pontificatul său fiind legat de Primul Război Mondial.
Alegerea numelui de Benedict are importanță simbolică. Ziua sa naștere, 16 aprilie, este sărbătoarea sfântului Benedict Iosif Labre (1748-1783), un om al străzii cunoscut ca „Sfântul Pelerin”.
Papa Benedict al XVI-lea a vorbit fluent germana, italiana, franceza, engleza, spaniola și latina. A fost autor al unui mare număr de cărți și monografii pe teme religioase, de morală și filosofie. În timpul întregii sale activități de până acum a rămas fidel principiilor sale morale și religioase, apărând cu consecvență dogmele Bisericii Catolice, ceea a determinat pe unii comentatori să-l situeze în aripa conservatoare a bisericii.

## Papalitate

### Anunțul alegerii noului papă și al numelui acestuia
În după-amiaza zilei de 19 aprilie 2005, la ora locală 18:14, cardinalul protodiacon Jorge Arturo Medina Estévez a ieșit în balconul Bazilicii Sfântului Petru și a rostit anunțul habemus papam: "Annuntio vobis gaudium magnum, habemus papam: Eminentissimum ac Reverendissimum Dominum, Dominum Josephum Sanctae Romanae Ecclesiae Cardinalem Ratzinger qui sibi nomen imposuit Benedictum XVI" (Vă anunț vouă o bucurie mare, avem papă: Eminentul și Cuviosul Domn Iosif, al Sfintei Biserici Romane Cardinal Ratzinger, care și-a ales pentru sine numele Benedict al XVI-lea).

### Primul mesajUrbi et Orbi
La ora locală 18:48 papa Benedict al XVI-lea, precedat de Sfânta Cruce, a ieșit pe balconul exterior de binecuvântări al Bazilicii Sfântul Petru pentru a saluta poporul și a împărți binecuvântarea apostolică "Urbi et Orbi".
Prima binecuvântare a noului Suveran Pontif a fost însoțită de cuvintele: "Iubiți frați și surori, după marele papă Ioan Paul al II-lea, domnii cardinali m-au ales pe mine, un simplu și umil lucrător al viei Domnului.
Mă consolează faptul că Dumnezeu știe să lucreze și să acționeze cu instrumente insuficiente și peste toate, mă încred rugăciunilor voastre.
În bucuria lui Isus Cel înviat, încrezători în ajutorul Său permanent, să mergem înainte. Domnul ne va ajuta și Maria, Maica Lui Sfântă, va sta de partea noastră. Mulțumesc."

### Inaugurarea pontificatului
Solemnitatea inaugurării pontificatului a avut loc în Bazilica Sfântul Petru din Roma, în ziua de duminică 24 aprilie 2005 începând cu ora locală 10:00. Papa Benedict al XVI-lea a încheiat predica cu următoarele cuvinte: „Aș vrea, cu mare forță și mare convingere, plecând de la experiența unei îndelungate vieți personale, să vă spun vouă, iubiți tineri: nu vă temeți de Cristos! El nu ia nimic, ci dăruiește totul. Cine I se dăruiește Lui, primește însutit. Da, deschideți, deschideți-I larg porțile lui Cristos – și veți afla adevărata viață. Amin.”

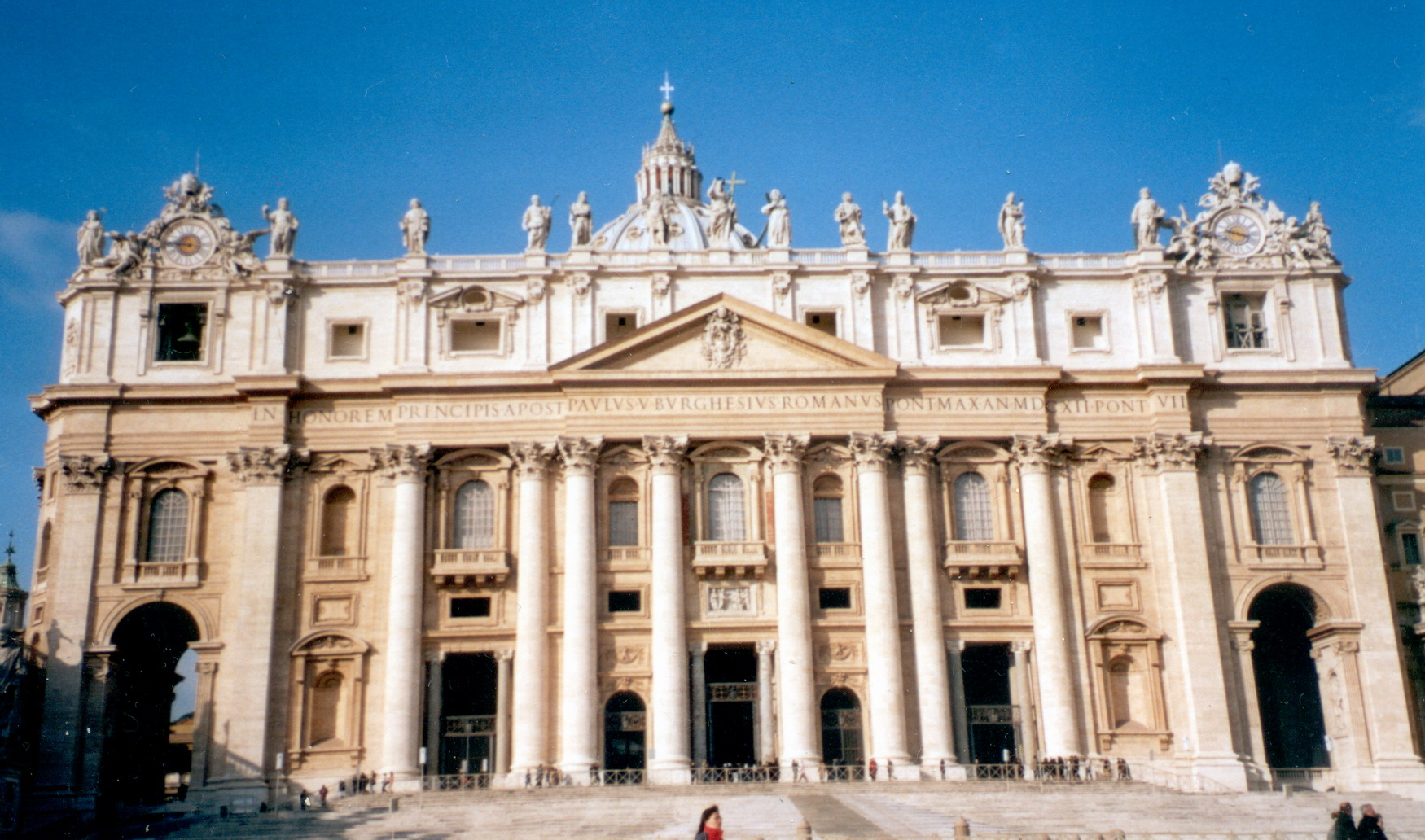
Bazilica "Sfântul Petru"

## Magisteriu
Benedict al XVI-lea a scris trei scrisori enciclice pentru a explica învățătura Bisericii: Spe salvi (despre speranța creștină),  Deus caritas est ("Dumnezeu este iubire"),  și Caritas in veritate ("Iubirea în caritate și în adevăr"). A mai scris alte diferite texte, de pildă exortații, mesaje, discursuri, etc. 

## Ridicarea în rang a Bisericii Române Unite
În 16 decembrie 2005 a ridicat Biserica Română Unită cu Roma la rangul de biserică arhiepiscopală majoră, cu autonomie și drepturi similare celor aferente patriarhiilor catolice orientale, conform can. 151-154 din CCEO.
În data de 18 februarie 2012 l-a ridicat în demnitatea de cardinal pe arhiepiscopul Lucian Mureșan, întâistătătorul Bisericii Române Unite, și i-a acordat Biserica Sfântului Atanasie cel Mare ca biserică titulară la Roma.

## Controverse
În luna septembrie 2006 papa Benedict al XVI-lea a stârnit protestele liderilor religioși din multe țări musulmane, în urma unei prelegeri pe care a susținut-o la Universitatea din Regensburg, intitulată "Credință, rațiune și universitate – amintiri și reflecții", care s-a dorit o pledoarie împotriva războaielor purtate în numele lui Dumnezeu.
Referindu-se la "jihad" (războiul sfânt în credința islamică), el a citat dintr-un dialog purtat de împăratul bizantin Manuel al II-lea Paleologul cu un persan cultivat, în timpul asediului orașului Constantinopol. Pasajul care a stârnit furia lumii musulmane suna astfel: "Împăratul a ajuns la tema jihadului... El știa sigur că în Sura nr. 2, 256 din Coran scrie: Credința nu poate fi impusă cu forța - acesta este unul dintre primele versete coranice din timpul în care, așa cum povestesc înțelepții, Mahomed însuși era încă neputincios și se afla sub amenințare. Dar împăratul cunoștea, desigur, și versetele apărute mai târziu în Coran despre războiul sfânt (...) El i se adresează interlocutorului său într-o formă surprinzător de directă, atingând tema centrală a relației dintre religie si violență. El spune: Arată-mi ce a adus nou Mahomed și vei găsi doar lucruri rele sau inumane, cum este îndemnul său de a răspândi credința predicată de el cu sabia. Împăratul argumentează apoi de ce răspândirea credinței prin forță este împotriva firii. Ea este împotriva esenței lui Dumnezeu și a esenței sufletului (...) Credința este rodul sufletului, nu al corpului. Cine vrea să-și aducă aproapele către credință are nevoie de darul de a vorbi și a gândi în mod convingător, nu de forță și amenințare."

## Vizita Papei Benedict al XVI-lea în Regatul Unit
În perioada 16-19 septembrie 2010, papa Benedict al XVI-lea a făcut o vizită în Regatul Unit, a doua vizită a unui suveran pontif în această țară în ultimii 500 de ani, după vizita efectuată de papa Ioan Paul al II-lea (în 1982) din vremea sepărării Bisericii Anglicane de Scaunul Pontifical.
La 19 septembrie 2010, a avut loc slujba de beatificare a cardinalului John Henry Newman. Slujba religioasă, la care au fost de față 55.000 de credincioși, a avut loc în parcul Crofton, imens spațiu verde situat la periferia orașului Birmingham.

## Retragerea din funcție
Papa Benedict al XVI-lea a anunțat pe 11 februarie 2013 că se va retrage în 28 februarie din funcția de suveran pontif, fiind primul papă din secolul al XV-lea până în prezent care a ales să renunțe la acest oficiu. Într-un discurs în latină, ținut în fața Consistoriului (întâlnirea formală a tuturor cardinalilor Bisericii Catolice), a declarat că în urma examinării conștiinței, și-a dat seama că puterile sale nu mai sunt adecvate, din cauza vârstei pentru îndeplinirea misiunii pontificale. Conclavul din 2013 a avut loc înainte de Paști. În anul 2009 făcuse în orașul L'Aquila gestul neobișnuit de a așeza pe mormântul papei Celestin al V-lea său palliumul primit la învestirea sa în funcție. Papa Celestin al V-lea își dăduse demisia din funcție în anul 1294, după care a trăit ca eremit.
Papa Benedict al XVI-lea și-a ales ca loc de retragere definitivă din viața publică mănăstirea „Mater Ecclesiae”, a cărei renovare a inițiat-o din noiembrie 2012. Totuși, la data de 28 februarie 2013, lucrările la mănăstire (aflată la nici 200 m de Bazilica Sfântului Petru din Roma) nefiind terminate, fostul papă s-a mutat provizoriu la reședința de vară a papilor de la Castelul "Gandolfo".

## Scrieri
Bibliografia Papei Benedict al XVI-lea conține peste 66 de cărți, trei enciclice și trei exhortații apostolice. În calitate de papă, el a publicat următoarele enciclice: Deus caritas est ("Dumnezeu este iubire", 2006), Spe salvi ("În speranță suntem mântuiți", 2007) și Caritas in veritate ("Iubirea în adevăr", 2009). 
Cele mai importante și populare cărți ale lui Joseph Ratzinger (Papa Benedict al XVI-lea) în traducere românească sunt:
- Viața mea, trad. de Dan Siserman, Editura Galaxia Gutenberg, 2023.
- Spiritul Liturghiei, trad. de Dan Siserman, Editura Galaxia Gutenberg, 2022.
- Strălucirea lui Dumnezeu în zilele noastre, trad. de Dan Siserman, Editura "Galaxia Gutenberg", Târgu-Lăpuș, 2020.
- Despre creație și cădere, trad. de Dan Siserman, Editura "Galaxia Gutenberg", Târgu-Lăpuș, 2020.
- Teologia istoriei la sfântul Bonaventura, trad. de Dan Siserman, Editura Sapientia, Iași, 2019.
- Cuvântul lui Dumnezeu. Scriptură. Tradiție. Magisteriu, trad. de Lorin Ghiman, Editura "Galaxia Gutenberg", Târgu-Lăpuș, 2018.
- Ultimele convorbiri cu Seewald, trad. de Francisca Băltăceanu, Monica Broșteanu, Editura ARCB, București, 2017.
- Biserică, ecumenism și politică. Noi eseuri de ecleziologie, trad. de Francisca Băltăceanu și Monica Broșteanu, Editura ARCB, București, 2014.
- Escatologie. Moarte și viață veșnică, trad. de Radu Vasile, Editura ARCB, București, 2013.
- Isus din Nazaret. Vol. III. Copilăria, trad. de Francisca Băltăceanu și Monica Broșteanu, Editura ARCB, București, 2013.
- Isus din Nazaret. Vol. II. De la intrarea în Ierusalim la Înviere, trad. de Francisca Băltăceanu și Monica Broșteanu, Editura "Galaxia Gutenberg", Târgu-Lăpuș, 2012.
- Isus din Nazaret, vol.I. De la Botez la Schimbarea la Față, trad. de Alexandru Mihăilescu, Editura Rao, București, 2010.
- Lumina lumii: Papa, Biserica și semnele timpurilor: O convorbire cu Peter Seewald, trad. de Mihai Pătrașcu, Editura Sapientia, Iași, 2012.
- Raport asupra credinței. Vittorio Messori în colocviu cu Joseph Ratzinger, trad. de Mihai Pătrașcu, Editura Sapientia, Iași, 2011.
- Dumnezeu și lumea. A crede și a trăi în epoca contemporană. O convorbire cu Peter Seewald, trad. de Tudor Soroceanu, Editura Sapientia, Iași 2009.
- Europa în criza culturilor, trad. de Andrei Marga și Delia Marga, Editura Apostrof, Cluj-Napoca, 2008.
- Despre conștiință, trad. de Alex Moldovan, Editura "Galaxia Gutenberg", Târgu-Lăpuș, 2008.
- Interpretarea biblică în criză: despre problema fundamentelor și căilor exegezei azi, trad. de Andrei Marga și Delia Marga, Editura Fundației pentru Studii Europene, Cluj-Napoca, 2007.
- Sarea pamântului. Creștinismul și Biserica Catolică la cumpăna dintre milenii, trad. de Tudor Soroceanu, Editura Sapientia Iași 2006.
- Introducere în creștinism. Prelegeri despre Crezul apostolic, trad. de Mihăiță Blaj, Editura Sapientia, Iași 2004.

Pentru opera sa teologică și filosofică completă, a se vedea articolul: Bibliografia lui Joseph Ratzinger (Papa Benedict al XVI-lea).